# Kojo Thompson
Augustus William Kojo Thompson (1880-1950), couramment appelé Kojo Thompson, est un homme politique ghanéen du début du XXe siècle. Il appartenait aux courants nationaliste et panafricaniste de la Côte de l'Or, à l'époque de la domination britannique sur le territoire de l'actuel Ghana.
Kojo Thompson est le fils de J.S. Thompson et Ellen Mills. Il a étudié au Collegiate et à Wesleyan Schools à Accra avant de partir au Royaume-Uni étudier le droit grâce à un soutien financier de son oncle. Il obtient un diplôme d'avocat et commence à plaider en 1914.
La carrière politique de Kojo Thompson, qui a débuté en 1924, a duré une vingtaine d'années pendant lesquelles il s'est illustré par son nationalisme radical et des positions panafricanistes dont l'héritage est passé à la classe politique ghanéenne de l'époque de l'indépendance.
Contemporain de ses compatriotes Joseph Ephraim Casely-Hayford, J.B. Danquah et Kwame Nkrumah, ainsi que du Sierra-Léonais I. T. A. Wallace-Johnson, il adhère en 1934 à la West African Youth League, organisation fondée par ce dernier,.
En 1935, il se fait élire au Conseil législatif d'Accra et prend la même année la tête du mouvement de protestation contre l'invasion italienne de l'Éthiopie en patronnant le Comité de défense de l'Éthiopie à Accra.
En 1944, son mandat au Conseil législatif d'Accra est brutalement arrêté à la suite d'accusations de corruption qui sont portées contre lui en 1943 par un membre de l'Association des marchands d'Afrique de l'Ouest
Une des artères principales du centre d'Accra porte aujourd'hui son nom, qui relie l'avenue Farrar dans le quartier d'Adabraka à l'avenue de l'Indépendance au niveau de la Cour suprême.